# Барьерная коса
Барье́рная коса́ — небольшой остров в море Лаптевых, часть островов Петра, территориально относится к Красноярскому краю.
Расположен около восточного побережья острова Северный, отделённого Двойной бухтой. Остров имеет вытянутую форму с юго-запада на северо-восток. Представляет собой узкую песчаную косу. Окружён отмелями.
Открыт В. В. Прончищевым в 1736 году.